# Esquirol de muntanya africà
L'esquirol de muntanya africà (Funisciurus carruthersi) és una espècie de rosegador de la família dels esciúrids. Viu a Burundi, la República Democràtica del Congo, Ruanda i Uganda. Es tracta d'un animal diürn, arborícola i solitari. El seu hàbitat natural són els boscos de montà, particularment on hi ha arbres de les espècies Prunus africanum i Hagenia abyssinica. Està amenaçat per la transformació dels boscos en camps de conreu i l'extracció de recursos forestals.
Aquest tàxon fou anomenat en honor de l'explorador i naturalista britànic Alexander Douglas Mitchell Carruthers.